# 莱昂德拉·克鲁格
莱昂德拉·里德·克鲁格（英語：Leondra Reid Kruger，1976年7月28日—），美国法官，现加利福尼亚州最高法院法官。

## 生平
克鲁格出生于加州格伦代尔，其父亲是犹太人，母亲则是牙买加移民。她毕业于哈佛大学，以极优等成绩（magna cum laude）获文学士学位。此后进入耶鲁大学法学院学习，获法律博士学位。在读期间她曾任《耶鲁法律杂志》（Yale Law Journal）主编。
克鲁格曾是美国联邦最高法院大法官约翰·保罗·史蒂文斯的法律助理。2007年至2013年间为美國訟務次長助理，期间署理过首席副訟務次長，她也是首位出任此职务的非裔女性。2013年，她被任命为美国司法部法律顾问办公室副助理司法部长。
2014年，加利福尼亚州州长杰里·布朗提名克鲁格出任加利福尼亚州最高法院法官。她于2015年1月5日正式宣誓就职。38岁的她也由此成为了加州最高法院历史上第二位非裔女性法官。